# Estación de Quintanilla de Onésimo
Quintanilla de Onésimo, denominada originalmente Quintanilla de Abajo, fue una estación de ferrocarril situada en el municipio español de Quintanilla de Onésimo, en la provincia de Valladolid. Las instalaciones formaban parte de la línea Valladolid-Ariza y estuvieron en servicio entre 1895 y 1994, tras el cierre definitivo de la línea.

## Historia
Tras varios años de obras, la línea Valladolid-Ariza fue abierta al tráfico en 1895. Los trabajos de construcción corrieron a cargo de la compañía MZA, que en el municipio de Quintanilla de Onésimo levantó una estación de 3.ª clase. Las instalaciones disponían de un edificio de viajeros, un muelle-almacén de mercancías y varias vías de sobrapaso o apartadero.
En 1941, con la nacionalización del ferrocarril de ancho ibérico, las instalaciones pasaron a manos de RENFE. En 1978 la estación fue reclasificada como apeadero, reflejo de la decadencia que vivía la línea en aquellos años. En enero de 1985 las instalaciones, al igual que el resto de la línea, fueron clausuradas al tráfico de pasajeros. El trazado todavía se mantuvo abierto para la circulación de trenes de mercancías durante algún tiempo, hasta su clausura definitiva en 1994.